# Британско-северомакедонские отношения
Отношения Великобритании и Северной Македонии начались во время наполеоновских войн  , продолжился во время римской войны ?   и принял более выраженные формы во второй половине XIX века в виде Сан-Стефанского мирного договора и Берлинского конгресса. В конце концов, он завершился взаимным признанием двух стран ? и установлением дипломатических отношений на уровне посольств.

## История отношений

### С начала 19 века до Первой мировой войны
В период до формирования македонского освободительного движения тенденция британской политики заключалась в мониторинге и изучении движущихся социально-политических сил на территории османской Македонии. На втором этапе с 1893 по 1912 год, с появлением освободительного движения (MRO), эта тенденция приняла более выраженную форму (Илинденское восстание). Эта политика претерпела определенные изменения во время младотурецкой революции и Балканских войн, когда на карте османской Македонии произошли геополитически значимые изменения. Османская Македония была разделена между тремя балканскими странами: Болгарией, Сербией и Грецией, а часть ее принадлежала новообразованному государству Албания. Во время Первой мировой войны проблема территории Македонии рассматривалась как часть общей союзнической политики Балкан в отношениях между балканскими государствами и отдельно как специфический македонский феномен. На Парижской мирной конференции относительно территориального раздела Македонии британцы исходили из существующего положения вещей и не пошли на радикальные меры для создания нового государства на Балканах. Даже во время подготовки к конференции, на переговорах между американской и британской делегациями была занята позиция, которая не одобряла схему автономной Македонии, потому что автономия означала независимость. Такая позиция Великобритании нашла отражение и на самой конференции. Это была одна из причин, почему Конференция не обратила внимания на македонскую проблему. Единственным местом на конференции была тема защиты прав меньшинств.

### Период после Первой мировой войны
В период между двумя мировыми войнами Великобритания проявила повышенный интерес к отношениям на Балканском полуострове, подчеркнув отношения между Королевством ЮКБ, с одной стороны, и Болгарией, с другой, в связи с тем, что политические отношения на Балканах в целом зависели от их отношений. Главной проблемой для разрыва их отношений стал македонский вопрос. В 1930-х годах движение за формирование Балканского союза или балканского пакта в балканских странах усилилось с намерением устранить вмешательство великих держав в ситуацию на Балканах. Девиз «Балканы балканских народов» был принят. Великобритания положительно восприняла такое балканское сотрудничество. Было оценено, что проблема Македонии является одной из самых больших проблем на Балканах, решение которой автоматически приведет к решению всех других проблем на Балканах.

### Вторая мировая война и далее
Во время Второй мировой войны британский интерес к географической Македонии был представлен британскими военными миссиями, которые присутствовали во всех основных воинских частях. Через свои отчеты британская разведывательная служба SOE и министерство иностранных дел были ознакомлены с военными и политическими намерениями Македонской национально-освободительной войны за свободную, независимую и единую Македонию. После Второй мировой войны британский интерес переместился в Грецию и усиление ее влияния. Она принимала активное участие в Гражданской войне в Греции, в которой принимали участие и македонцы. После этой войны многие македонцы покинули территорию Македонии (Греция), и отправились в страны Юго-Восточной Европы.

### Современные отношения
С провозглашением независимости бывшей югославской Республики Македонии в 1991 году Великобритания признала Республику Македонию под ее конституционным названием.